# Папе, Рене
Рене Папе (нем. René Pape; род. 4 сентября 1964, Дрезден, ГДР) — немецкий оперный певец (бас), с 1988 года — солист Берлинской государственной оперы. 
Выступает на ведущих мировых оперных сценах. Некоторыми критиками назван «одним из ведущих басов нового поколения».

## Биография
Родился 4 сентября 1964 года в Дрездене, в Германской демократической республике. Окончил Дрезденскую Высшую школу музыки.
В 1988 году принят в качестве солиста в Берлинскую государственную оперу, а в 1989 году стал лауреатом международного конкурса молодых вокалистов имени Мирьям Хелин, проходившим в Хельсинки.
В 1995 году на Зальцбургском фестивале исполнил партию Зарастро в опере Моцарта «Волшебная флейта». С того же времени выступает в каждом сезоне «Метрополитен Опера» как приглашённый солист. Выступал во всех ведущих оперных театрах Европы, США и Японии.
Сотрудничал с Даниэлем Баренбоймом, Георгом Шолти, Антонио Паппано, Лорином Маазелем, Куртом Мазуром, Зубином Метой, Валерием Гергиевым, Клаудио Аббадо и другими известными дирижёрами.
Рене Папе выступал во всех ведущих оперных театрах Европы, Японии (где гастролировал с Метрополитен-опера и Берлинской государственной оперой) и Соединенных Штатов.

## Награды и премии
- 1997 — Премия «Грэмми» за лучшую оперную запись («Нюрнбергские мейстерзингеры», дирижёр Георг Шолти)[4]
- 2000 — Почётное звание «Каммерзенгер», Берлин
- 2001 — Певец года по версии журнала «Musical America»
- 2002 — Премия «Грэмми» за лучшую оперную запись («Тангейзер», дирижёр Даниэль Баренбойм)[4]

## Дискография
- 1989 — «Бастьен и Бастьенна», дирижёр Макс Поммер (Кола)
- 1992 — Корнгольд «Чудо Элианы», дирижёр Джон Мосери (Привратник)
- 1993 — «Нюрнбергские мейстерзингеры», дирижёр Вольфганг Заваллиш (Ночной сторож)
- 1994 — Бузони «Арлекин, или Окно», дирижёр Герд Альбрехт (Сьер Маттео дель Сарто)
- 1995 — «Нюрнбергские мейстерзингеры», дирижёр Георг Шолти (Фейт Погнер)
- 1995 — Г. Малер. Симфония № 8, дирижёр Колин Дэвис
- 1996 — Ф. Мендельсон. Эдип, дирижёр Stefan Soltesz
- 1998 — «Лоэнгрин», дирижёр Даниэль Баренбойм (Генрих Птицелов)
- 1998 — «Самсон и Далила», дирижёр Джеймс Ливайн (Старый иудей)
- 1999 — «Фиделио», дирижёр Даниэль Баренбойм (Рокко)
- 1999 — «Тристан и Изольда», дирижёр Джеймс Ливайн (Король Марк)
- 1999 — «Свадьба Фигаро», дирижёр Даниэль Баренбойм (Фигаро)
- 2000 — «Фиделио», дирижёр Джеймс Ливайн (Рокко)
- 2000 — Л. ван Бетховен. Симфония № 9, дирижёр Даниэль Баренбойм
- 2001 — «Нюрнбергские мейстерзингеры», дирижёр Джеймс Ливайн (Фейт Погнер)
- 2002 — «Тангейзер», дирижёр Даниэль Баренбойм (Ландграф)
- 2004 — Torsten Rasch. Mein Herz brennt, дирижёр John Carewe
- 2004 — Ф. Шмидт. Книга за семью печатями, дирижёр Франц Вельзер-Мёст
- 2005 — «Тристан и Изольда», дирижёр Антонио Паппано (Король Марк)
- 2005 — «Волшебная флейта», дирижёр Клаудио Аббадо (Зарастро)
- 2006 — «Волшебная флейта», дирижёр Риккардо Мути (Зарастро)
- 2007 — «Тристан и Изольда», дирижёр Иржи Белоглавек (Король Марк)
- 2007 — Л. ван Бетховен. Симфония № 9, дирижёр Франц Вельзер-Мёст
- 2008 — Rene Pape. Gods, Kings and Demons. Сборник арий

## Фильмография
- 2006 — Волшебная флейта / The Magic Flute, режиссёр Кеннет Брана

## Интересные факты
- В 2004 году Папе принял участие в записи вокального цикла «Mein Herz brennt», представлявшего собой переложение музыки группы Rammstein для баритонального баса, сопрано, декламатора, хора и оркестра, выполненное композитором Торстеном Рашем[5].